# BlueBird Boomerang
Boomerang — ізраїльський розвідувальний міні-БпЛА.
Розроблений компанією BlueBird Aero Systems. Безпілотник оснащений електричним двигуном і призначений для моніторингу, розвідки і спостереження. Даний БПЛА може експлуатуватися в денний і нічний час доби.

## Історія
Розробка моделі BlueBird Boomerang почалася в середині 2000-х років. Перші випробування апарата відбулися в 2008 році. Станом на 2020 рік літак вже знятий з виробництва.

## Опис
Ранні модифікації літака мають аеродинамічну схему літаюче крило. Пізніше було додано переднє горизонтальне оперення. Апарат запускається з катапульти, посадка парашутна. Автопілот зі спеціальним програмним забезпеченням дозволяє здійснювати автономне виконання місій, від запуску до розкриття парашута перед посадкою. При доробках літака система енергоживлення була реалізована на водневих паливних елементах Aeropak компанії Horizon Fuel Cell Technologies, що продовжує час знаходження в повітрі з 3-х до 9 годин. За інформацією ряду джерел Boomerang — перший у світі БпЛА який літає повністю на водневих паливних елементах. Відповідно до класифікації НАТО (STANAG 4670) БпЛА належить до класу I (≤150 кг), категорії міні (<15 кг), масштаб застосування — тактичний підрозділ (рота, взвод, відділення).

## ЛТХ
Загальні характеристики
- Вантажопідйомність: 2,5
- Довжина: 1,5 м (4 фут 11 дюйм)
- Розмах: 1,7 м (5 фут 7 дюйм)
- Висота: 0,36 м (1 фут 2 дюйм)
- Максимальна злітна вага: 9 кг (20 фунт)
- Силова установка: 1 × електричний
- Повітряний гвинт: 2-лопатевий

Льотні характеристики
- Максимальна швидкість: 100 км/год (62 миля/год; 54 вуз)
- Крейсерська швидкість: 80 км/год (50 миля/год; 43 вуз)
- Бойовий радіус: 35 км (22 миля; 19 морська миля)
- Тривалість польоту: 3 години (9 годин при використанні паливних елементів)
- Практична стеля: 4 100 м (13 451 фут)

## Експлуатанти
- Збройні сили Ізраїлю[4]